# London Post Office Railway

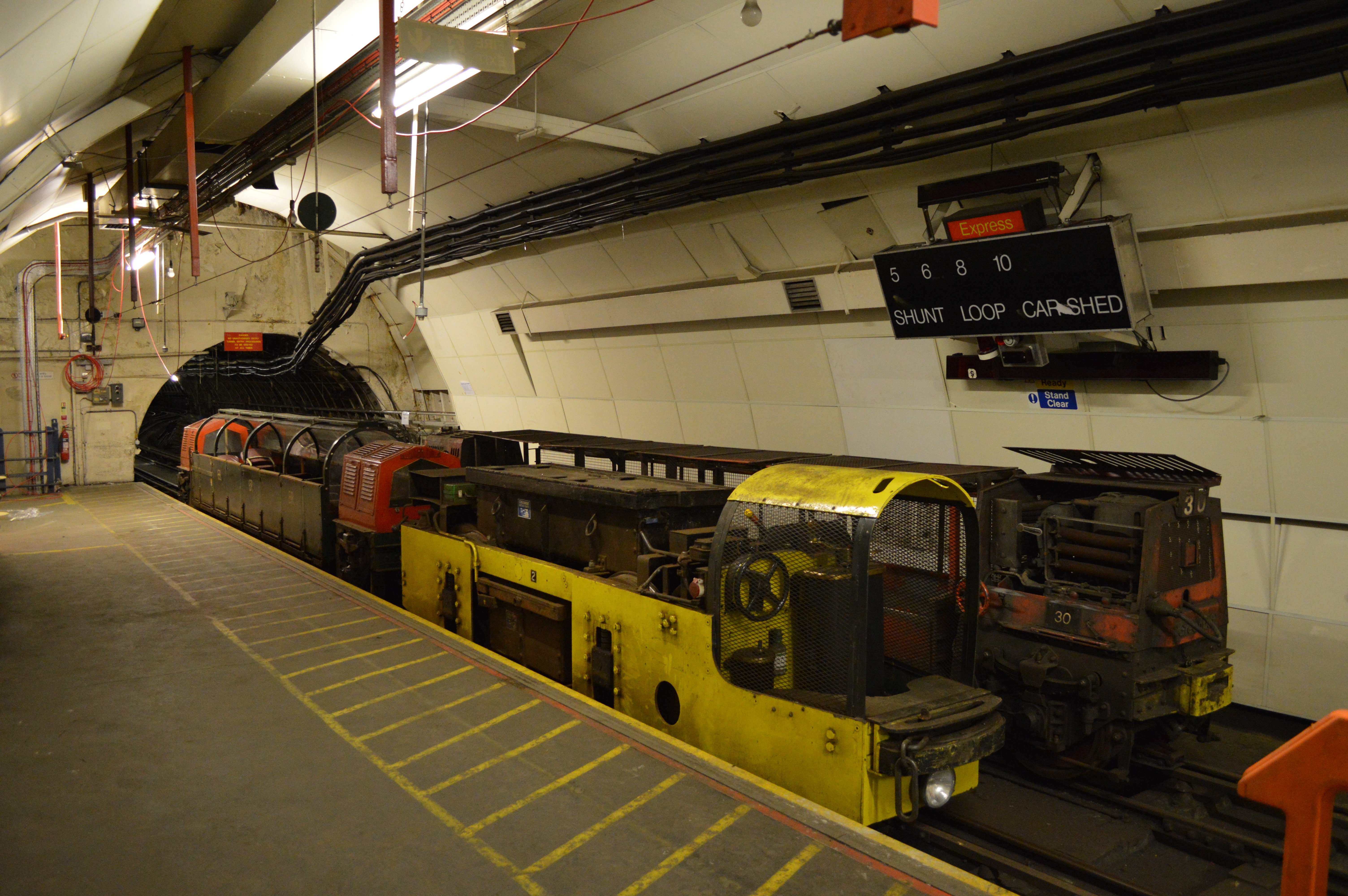
Trenes del "Mail Rail" en una plataforma

El Post Office Railway (Traducible al español como Ferrocarril de la Oficina de Correos), también conocido como Mail Rail (Traducible al español como Ferrocarril del correo), es un ferrocarril subterráneo de vía estrecha sin conductor de 610 mm en la ciudad británica de Londres que fue construido por la Oficina de Correos con la asistencia de la Compañía de Ferrocarriles Eléctricos Subterráneos de Londres, para transportar el correo entre oficinas de clasificación. Inspirado por un túnel similar en la ciudad estadounidense de Chicago, abrió en 1927 y funcionó durante 76 años hasta que cerró en 2003. En septiembre de 2017 se inauguró un museo dentro del antiguo ferrocarril.
La línea iba desde la oficina de clasificación del distrito principal en Paddington en el oeste hasta la oficina de clasificación del distrito principal del este en Whitechapel en el este, por una distancia de 10,5 kilómetros. Tenía 8 estaciones, pero en 2003 solo 3 estaciones permanecían en uso porque las oficinas de clasificación sobre las otras estaciones habían sido reubicadas.